# (11339) Orlík
(11339) Orlík (1996 VM5) – planetoida z pasa głównego asteroid okrążająca Słońce w ciągu 3,82 lat w średniej odległości 2,44 j.a. Odkryta 13 listopada 1996 roku.